# Nicolás Burdisso
Nicolás Andrés Burdisso (født 12. april 1981 i Altos de Chipión, Argentina) er en argentinsk fodboldspiller, der spiller som central forsvar eller højre back i den italienske Serie A-klub Torino. Han har spillet for klubben siden 2017. Tidligere har han spillet for Boca Juniors i sit hjemland, samt Inter, AS Roma og Genoa i Italien.
Burdisso vandt med Boca Juniors to argentinske mesterskaber, tre Copa Libertadores-titler og to gange Intercontinental Cup. Med Inter blev han hele fire gange italiensk mester, to gange Coppa Italia-vinder og fire gange Supercoppa Italia-vinder.
Burdissos lillebror, Guillermo Burdisso er også professionel fodboldspiller, og de to har været klubkammerater i AS Roma.

## Landshold
Burdisso nåede i sin tid som landsholdsspiller at spille 49 kampe og score to mål for Argentinas landshold, som han debuterede for i 2003. Han var året efter en del af den argentinske trup der vandt guld ved OL i Athen. Siden da har han også deltaget i VM i 2006, Copa América 2007 og VM i 2010.

## Titler
Primera División de Argentina
- 2000 (Apertura) og 2003 (Apertura) med Boca Juniors

Copa Libertadores
- 2000, 2001 og 2003 med Boca Juniors

Intercontinental Cup
- 2000 og 2003 med Boca Juniors

Serie A
- 2006, 2007, 2008 og 2009 med Inter

Coppa Italia
- 2005 og 2006 med Inter

Supercoppa Italia
- 2005, 2006, 2008 og 2010 med Inter

U-20 VM i fodbold
- 2001 med Argentina U-20

OL
- 2004 med Argentina